# Amelie Lens
Pour les articles homonymes, voir Lens.
Amelie Lens (née le 31 mai 1990 à Vilvorde, en Région flamande) est une DJ et productrice belge. Elle est aussi productrice de musique et copropriétaire du label Lenske et du label Exhale. Après son premier EP en 2016, elle attire l'attention de producteurs de renom[réf. nécessaire]. Elle signe avec Second State qui lui permet de côtoyer des DJ comme Tassilo Ippenberger et Thomas Benedix formant Pan-Pot, Luigi Madonna ou Roman Lindau. Elle se lance dans des tournées en Europe et en Amérique du Nord. Elle fait son premier concert américain à Chicago en 2019[réf. nécessaire].

## Biographie

### Enfance
Amelie Lens naît à Vilvorde, mais habite à Anvers. Très jeune, elle s'intéresse à différents genres musicaux. Ses influences sont Nine Inch Nails, Underworld, Boys Noize et Ellen Allien. Elle se passionne pour la musique électronique à quinze ans après s'être rendue au Festival de Dour en Belgique en 2006. Elle décrit cette expérience comme un tournant dans sa vie : « dès que je suis rentrée chez moi, j'ai commencé à me documenter sur l'histoire de la musique techno et j'ai découvert tellement de nouveaux artistes et de labels. C'était comme si un tout nouveau monde s'ouvrait à moi ; j'ai fait des playlists sur ITunes, en classant les morceaux en fonction de mes préférences ». Amelie Lens passe le reste de son adolescence à parcourir la Belgique en quête de découvertes musicales.

### Carrière
Lens abandonne sa carrière dans le monde de la mode en 2014, et devient DJ sous le nom de Renée,. Elle joue principalement de la techno minimaliste avec de lourdes basses. Ancien mannequin, elle sort son premier EP intitulé Exhale en 2016. C'est à ce moment-là qu'elle choisit d'abandonner son pseudonyme de « Renée ».
Elle sort rapidement son second EP sous le label Second State en août 2016, intitulé Let it Go. Il s'agit d'un petit format composé de quatre morceaux où la productrice belge pose sa voix et confirme son goût pour les sons acides et dark. En 2017, Amelie Lens sort son troisième EP Contradiction, toujours sous le label Second State. La même année, l'artiste belge crée un quatrième EP (Stay with me). Ce quatrième disque est composé de trois morceaux originaux (Follow, Stay With Me et Winter) et un remix de DJ Perc de Stay With Me. Amelie Lens enchaine avec un cinquième EP, nommé Nel contenant trois titres : Restless, Nel et Force to Move. Elle achève l'année 2017 en signant un EP avec Farrago, intitulé Weight of the land, sous le label berlinois Arts.
Peu après ses débuts, Amelie Lens se produit lors d'événements reconnus comme Sónar, Time Warp, Awakenings and Movement Detroit, ainsi qu'au club légendaire DC10 à Ibiza. Début 2019, le label suédois Drumcode fête la sortie de son 200e morceau, et demande à Amelie Lens de remixer le titre phare du label Teach Me, sorti en 2014. Alors en résidence au Labyrinth Club d'Hasselt, Amelie Lens joue seule lors de soirées intitulées « Exhale ». Elle invite des DJ reconnus à la rejoindre comme Marcel Dettmann, Ben Klock, Ellen Allien, Rødhåd ou encore Kobosil. Elle exporte son concept dans un club londonien et sur les scènes de festivals comme Creamfields, OFFSonar, Dour, Extrema et bien d'autres scènes internationales d'été.
En 2018, Amelie Lens fonde son propre label, Lenske. La productrice espère offrir une plateforme aux jeunes artistes désireux d'exprimer leur talent. Elle produit des morceaux de Farrago, Milo Spykers et du français AIROD,,.
En 2020, Amelie Lens livre un set de 4 heures pour la BBC Radio One. C'est la première fois depuis 1997 qu'un mix aussi long est diffusé sur les ondes de la radio britannique.
En novembre 2020, elle dévoile la sortie de son tout nouveau label Exhale. À cette occasion est sorti un VA réunissant des artistes tels que Airod, KlangKuenstler, SHDW & Obscure Shape, DYEN, Antigone, François X ou encore Hadone.

## Discographie
- 2016 : Exhale[12]
- 2016 : Let it Go (Second State)
- 2017 : Contradiction[13] (Second State)
- 2017 : Stay With Me (Second State)
- 2017 : Nel (Elevate)
- 2018 : Amelie Lens & Farrago - Weight Of The Land (ARTS)
- 2018 : Basiel' (LENSKE)
- 2019 : Hypnotized (Second State)
- 2019 : Litte Robot (LENSKE)
- 2019 : Fabric Presents Amelie Lens (Fabric) CD-mix compilation